# Culex albiventris
Culex albiventris är en tvåvingeart som beskrevs av Edwards 1922. Culex albiventris ingår i släktet Culex och familjen stickmyggor. Inga underarter finns listade i Catalogue of Life.